# Escola d'Efes
L'escola d'Efes és un conjunt de pensadors del període presocràtic de la filosofia grega que vivien a Efes. Heràclit d'Efes n'és la figura més important. Aquests filòsofs tenen en comú la concepció que el món és tot canvi, està basat en el moviment, i per aquest motiu creuen que es comporta com el foc (ja que les flames sempre estan formant nous dissenys i dissolen la matèria convertint-la en una altra cosa). Tenen una concepció materialista i mecanicista de la natura, que es pot comprendre si s'accepta aquest principi bàsic de canvi i s'analitza com opera.